# USNO CCD Astrograph Catalog
Der USNO CCD Astrograph Catalog (UCAC) ist ein astrometrischer Sternkatalog des United States Naval Observatory.

## Versionen

### UCAC-1
Die erste vorläufige Ausgabe, veröffentlicht im März 2000, enthält Positionen und Eigenbewegungen von über 27 Millionen Sternen der südlichen Hemisphäre im Helligkeitsbereich von 8 bis 16 mag.

### UCAC-2
Die zweite Ausgabe wurde zur IAU-Generalversammlung in Sydney (2003) veröffentlicht und beinhaltet Positionen und Eigenbewegungen von etwa 50 Millionen Sternen.

### UCAC-3
Die dritte Ausgabe wurde zur IAU-Generalversammlung in Rio (August 2009) veröffentlicht.

### UCAC-4
Die vierte Ausgabe wurde im August 2012 veröffentlicht.
Seit Frühjahr 2015 steht die erste Version des Nachfolgekatalogs URAT zur Verfügung.